# Utterklobben, Åland
Utterklobben är skär i Åland (Finland). De ligger i Skärgårdshavet och i kommunen Vårdö i landskapet Åland, i den sydvästra delen av landet. Öarna ligger omkring 46 kilometer nordöst om Mariehamn och omkring 250 kilometer väster om Helsingfors. 
Arean för den av öarna koordinaterna pekar på är 0,5 hektar och dess största längd är 110 meter i öst-västlig riktning. Trakten är glest befolkad. Det finns inga samhällen i närheten.